# Dziàtlava

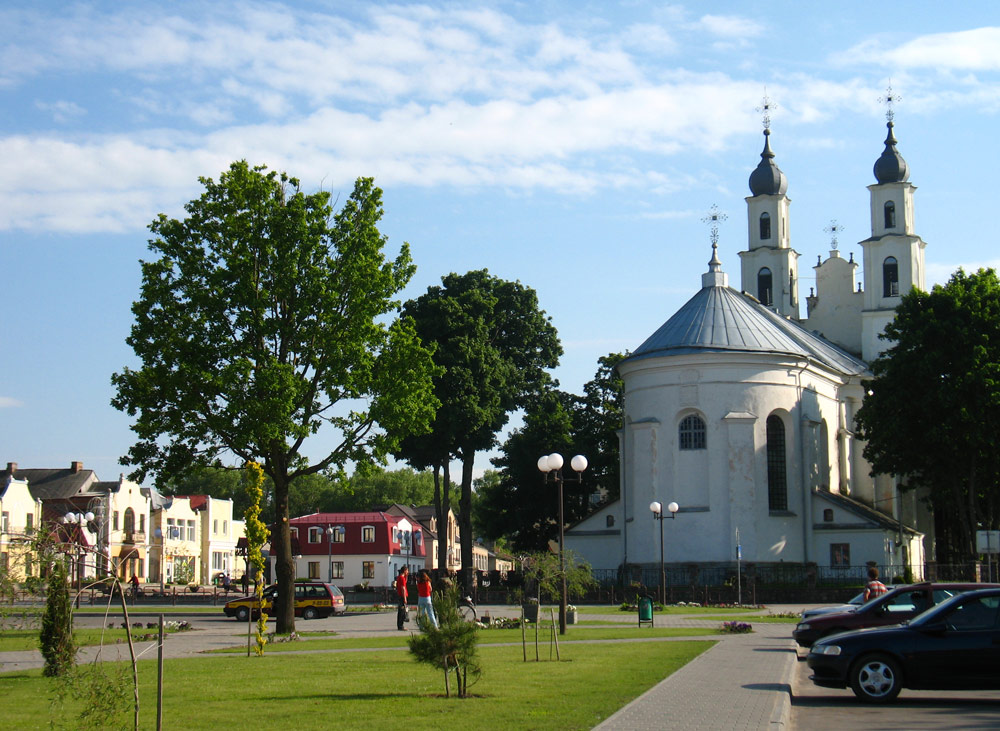
Dziàtlava

Dziàtlava (belarús Дзятлава, Lietuvių Zietela, Jiddisch Zietil) és una ciutat de Belarús a la Província de Hrodna, uns 165 km al sud-est de la ciutat de Hrodna. Té una estació de ferrocarril a la línia entre Barànavitxi i Lida. La població és de 8,900 (1995).

## Nascuts a la ciutat
- Jacob ben Wolf Kranz of Dubno, der "Dubner maggid" (1741-1804)
- Yisrael Meir Kagan (Khafetz Khayim)
- Baruch Sorotzkin